# Alaúde

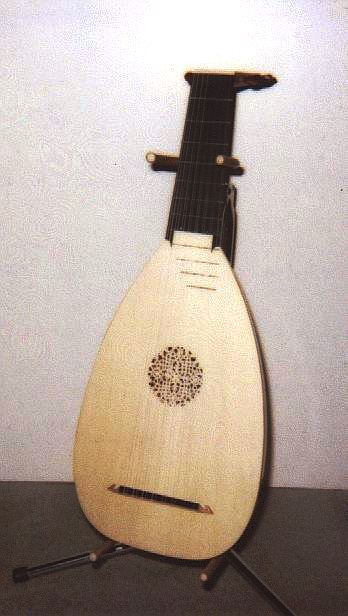
Um alaúde de oito cordas duplas do Renascimento

O alaúde é um instrumento musical da família dos cordofones. Este instrumento é de corda palhetada ou dedilhada, com braço trastejado e com a sua característica caixa em forma de meia pêra ou gota.
A origem das palavras alaúde e oud possivelmente remontam da palavra árabe al'ud, "a madeira". Alguns investigadores sugerem também que seja uma simplificação da palavra persa rud, que significa corda, instrumento de cordas ou alaúde. Sitar é um tipo de alaúde de braço longo originário da Índia de som tradicional. Sua forma primitiva é o saltério, sem braço em forma de caixa com 10 cordas externas.

## Morfologia

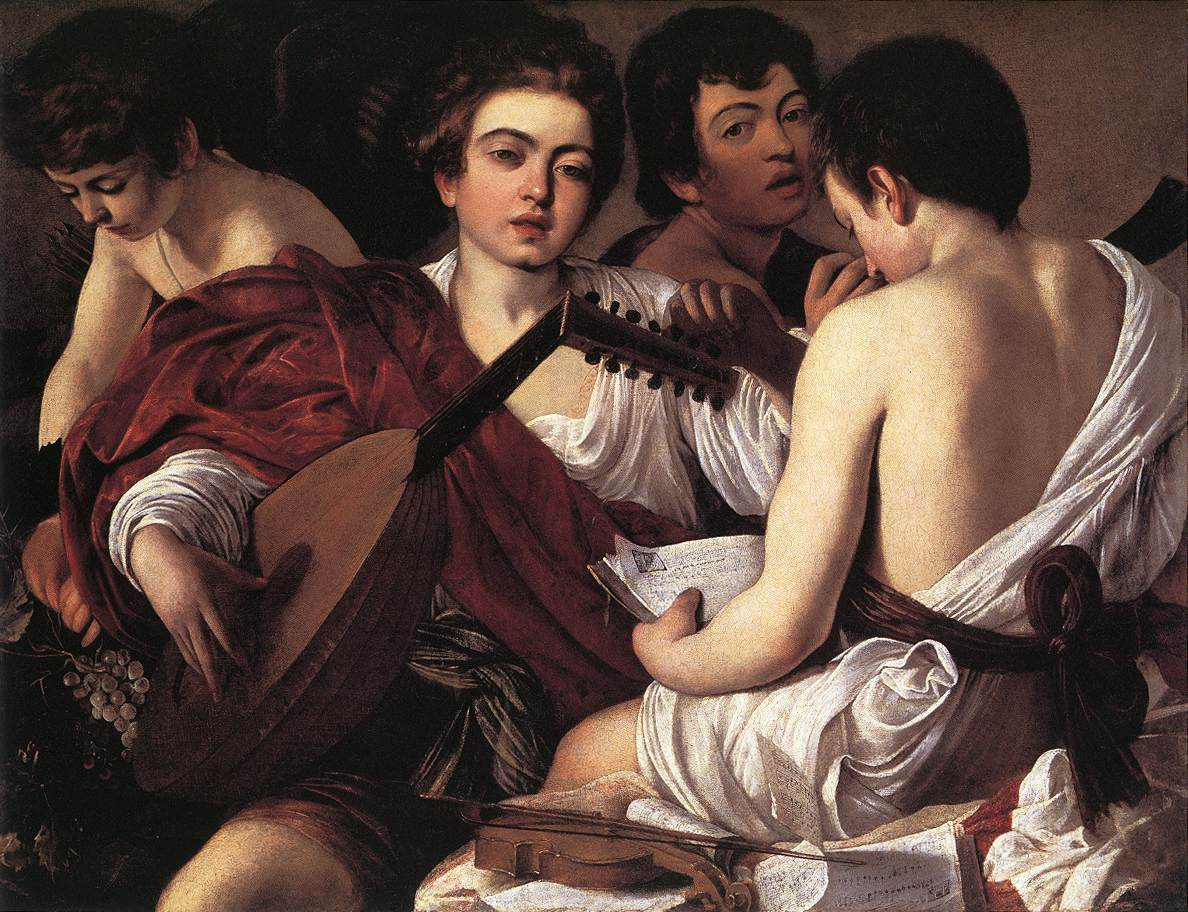
O alaúde aparece, proeminente, entre os cantores e músicos deste quadro de Caravaggio, Os músicos

### Caixa de ressonância
A caixa de ressonância dos alaúdes torna-se peculiar pela sua forma arredondada, assemelhando-se a uma gota seccionada na vertical. O tampo é plano, normalmente em pinho europeu, casquinha italiana ou pinho flandres. A parte de trás da caixa é arredondada, construída com ripas de madeira, de um modo semelhante aos das pipas.
Normalmente, os alaúdes apresentam uma a três rosáceas no tampo, a boca da caixa que permite o contacto das vibrações da caixa com o ar. Normalmente, estas são muito trabalhadas, com padrões geométricos, e podem chegar a ter vários andares, principalmente nos alaúdes barrocos.

### Braço
O braço é normalmente curto, trastejado. Existem, porém, na família dos alaúdes, braços não trastejados e diversas extensões de braços, procurando notas graves, como nas teorbas, nos chitarrone e alúdes-harpa, que começam a surgir no final do Renascimento.
Os trastes raramente são de metal, normalmente de corda ou de tripa torcida, amarrados à volta do braço.

### Cravelhame e cordas
Os cravelhames dos alaúdes simples caracterizam-se pelo seu ângulo, perto do reto. As cravelhas são de madeira, semelhantes às da família dos violinos. Os cravelhames podem-se tornar mais complexos quando temos extensões de cordas, como nos já referidos chitarrões e alaúdes-harpa
As cordas são normalmente duplas em quase todos os tipos de alaúdes. Podem também adquirir composições mistas de cordas, duplas e simples, em que as duplas correspondem às cordas melódicas e as simples aos graves. No caso das cordas duplas, em regra geral, cada corda dupla das agudas são afinadas em uníssono e as mais graves em oitavas.
Como na maioria dos casos dos instrumentos de corda de música antiga, as cordas eram de tripa torcida e seca.

### Origens e história

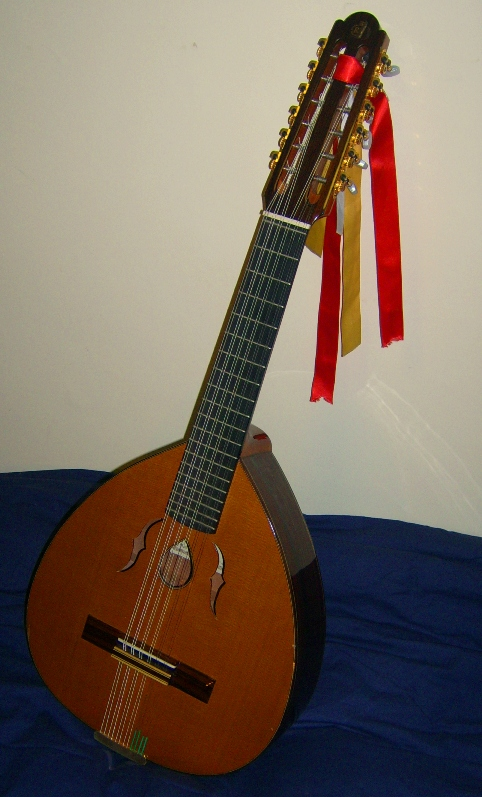
Alaúde espanhol na atualidade

As origens do alaúde não são concretas. Vários tipos de alaúdes eram usados nas antigas civilizações: Pelos judeus e hebreus antes de Cristo, com referências na Bíblia Sagrada, no Antigo Testamento, nos livros de 1 Crônicas, pelas civilizações Egípcia, Hitita, Grega, Romana, Búlgara, Gandaresa, Turca, Chinesa e Armênia/Siliciana. O alaúde atingiu a sua forma familiar, no início do século VII, na Pérsia, Armênia, Bizâncio e no mundo Árabe.
No início do século VI, os Búlgaros trouxeram uma variedade de braço curto de um instrumento, kobuz, para os Balcãs. Por outro lado, os Mouros trouxeram para a Península Ibérica, no século IX, o oud. Antes disto, a quitra/pandura, uma espécie de citerna, ter-se-ia tornado comum no mediterrâneo. Contudo, este instrumento (pandura) não se extinguiu, apenas evoluiu para instrumentos como a citerna, guitarra portuguesa, chitarra italiana, guitarra barroca, vihuela, chitarrão, bouzouki, laouto, entre outros, na Europa. Na Argélia e Marrocos, a quitra sobrevive como o instrumento kuitra.
À volta de 1500, na Península Ibérica, a viuhela da mano, uma espécie guitarra em forma de viola da gamba e antepassado da vihuela, apenas dedilhada, foi adoptada pelos lutenistas, embora o alaúde se tenha mantido a par da existência e popularização desta. Este instrumento acabou também por encontrar o seu caminho rumo a Itália, em zonas que estiveram sobre o domínio de Espanha, especialmente na Sicília e nos estados papais na altura do papa Alexandre VI, que trouxe muitos músicos catalãs para Itália, onde se tornou conhecida como viola da mano.
O ponto de transferência do alaúde entre a Europa Cristã e os Mouros deverá ter sido a Sicília, que deverá ter sido trazido pelos músicos Bizantinos ou, posteriormente, pelos Sarracenos. Havia músicos na corte, lutenistas-cantores, em Palermo, que seguiam a conquista cristã da ilha, o que fez com que o alaúde fosse extensivamente representado nas pinturas do tecto da Cappella Palatina, dedicado ao rei normando Rogério II, em 1140. No século XIV, o alaúde teria já se expandido para fora da Itália. Provavelmente devido à influência cultural dos reis e imperador Hohenstaufen, radicados em Palermo, o alaúde teve uma impressionante difusão nos países de língua germânica no século XIV.
Os alaúdes medievais eram de instrumentos de 4 a 5 cordas e usava-se uma pena para palhetar. Havia em vários tamanhos, e no final do Renascimento, havia sete tipos de tamanho (até com grandes cordas-baixo) documentados. A sua função principal, na Idade Média, era a de acompanhamento a canções e cantigas, embora até 1500 exista muito pouca música encontrada que seja directamente atribuída a este instrumento. Provavelmente, a grande parte dos acompanhamentos da Idade Média e Pré-Renascimento eram improvisados, visto a lacuna de registos escritos com este fim.
Nas últimas décadas do século XV, de modo a poder executar a polifonia renascentista num único instrumento, os lutenistas gradualmente abandonam o palhetar pelo uso dos dedos. O número de cordas cresceu de 6 para cima. No século XVI, o alaúde torna-se o grande instrumento solo, embora se tenha mantido no acompanhamento de canções.
No final do Renascimento o número de cordas cresceu para 10 e durante o Barroco prosseguiu o seu acrescento de cordas para 14, chegando até às 19. Estes instrumentos, devido ao facto de muitas vezes terem mais de 30 cordas (tomando as duplas como 2 cordas), precisaram que se alterasse a sua estrutura, inovando-a. No final da sua evolução, o alaúde-harpa e a tiorba tinham grandes extensões de braço anexas ao cravelhame para acrescentar um grande comprimento de ressonância para cordas graves, e visto que os dedos da mão esquerda não têm extensão suficiente para ir além das 14 cordas, as cordas graves eram colocadas fora da parte trastejada, eram tocadas abertas.
Durante o percurso do alaúde na era barroca, começou a ser progressivamente não-usado no acompanhamento do continuo e superado pelo uso de instrumentos de tecla.
O alaúde caiu em desuso depois de 1800 na Europa ocidental, mas diversos tipos de alaúde sobrevivem em tradições musicais do Sudeste  Europeu , Norte da África e Oriente Médio.

## O alaúde na atualidade
O revivalismo do alaúde surgiu por volta de 1900, com um crescente interesse na música histórica, possivelmente ligado ao Romantismo. No século XX e até aos nossos dias, com o movimento de música antiga, este revivalismo cresceu exponencialmente. O alemão Michael Rhein (In Extremo) toca várias vezes o alaúde em suas músicas.